# Biete Mutter – suche Vater
Biete Mutter – suche Vater ist eine US-amerikanische Filmkomödie von Glenn Jordan aus dem Jahr 1984.

## Handlung
Der Junge Tim wohnt bei seiner alleinerziehenden Mutter Emily. Da er meint, dass der Schulaufseher und verhinderte Schriftsteller Joe ein guter Ersatzvater für ihn wäre, versucht er beide zusammenzubringen. Zwar halten die beiden nichts von seinen Bemühungen, doch gibt Tim nicht auf. 

## Kritik
Das Lexikon des Internationalen Films zu dem Film: „Handwerklich ansprechende, gut besetzte Variation der Themen Freundschaft und Liebe, die sympathisch unterhält.“ Die Zeitschrift Cinema urteilte hingegen etwas zurückhaltender: „Etwas überlanger, aber gut besetzter Herzwärmer, der genreübliche Klischees einfach als gottgegeben hinnimmt.“

## Produktion und Veröffentlichung
Der Film wurde von 20th Century Fox unter der Regie von Glenn Jordan nach einem Drehbuch von Mary Agnes Donoghue produziert. Die Musik komponierte Patrick Williams. Der Film hatte 1984 Premiere in den USA.